# Shangluo
Shangluo (chiń. 商洛; pinyin Shāngluò) – miasto o statusie prefektury miejskiej w środkowych Chinach, w prowincji Shaanxi. Prefektura miejska w 1999 roku liczyła 2 357 748 mieszkańców.

## Podział administracyjny
Prefektura miejska Shangluo podzielona jest na:
- dzielnicę: Shangzhou,
- 6 powiatów: Luonan, Danfeng, Shangnan, Shanyang, Zhen’an, Zhashui.